# Dana Carvey
Dana Thomas Carvey (Missoula, Montana, 2 de junio de 1955) es un actor estadounidense, conocido principalmente por su participación en Saturday Night Live, así como también por su rol de Garth en las películas de Wayne's World.

## Filmografía

### Cine
| Año  | Título                                         | Papel               | Notas |
| ---- | ---------------------------------------------- | ------------------- | ----- |
| 1981 | Halloween II                                   | Asistente           |       |
| 1984 | This is Spinal Tap                             | Mesero              |       |
| 1984 | Racing with the Moon                           | Baby Face           |       |
| 1986 | Tough Guys                                     | Richie Evans        |       |
| 1988 | Moving                                         | Brad Williams       |       |
| 1990 | Opportunity Knocks                             | Eddie               |       |
| 1992 | Wayne's World                                  | Garth Algar         |       |
| 1993 | Wayne's World 2                                | Garth Algar         |       |
| 1994 | Clean Slate                                    | Maurice L. Pogue    |       |
| 1994 | The Road to Wellville                          | George Kellogg      |       |
| 1994 | Atrapados en el paraíso                        | Alvin Firpo         |       |
| 1995 | The Shot                                       | Él mismo            |       |
| 1996 | Fire On The Track: The Steve Prefontaine Story | Él mismo            |       |
| 2000 | Little Nicky                                   | Árbitro             |       |
| 2002 | The Master of Disguise                         | Pistachio Disguisey |       |
| 2010 | Presidential Reunion                           | George H.W. Bush    |       |
| 2011 | Jack & Jill                                    | Titiritero loco     |       |
| 2015 | Hotel Transylvania 2                           | Kumba               |       |
| 2016 | The Secret Life of Pets                        | Pops                |       |
| 2017 | Sandy Wexler                                   | Él mismo            |       |
| 2017 | Becoming Bond                                  | Johnny Carson       |       |
| 2017 | Too Funny to Fail                              | Él mismo            |       |
| 2019 | The Secret Life of Pets 2                      | Pops                |       |

### Televisión
| Año       | Programa                          | Papel                 | Notas         |
| --------- | --------------------------------- | --------------------- | ------------- |
| 1982      | One of the Boys                   | Adam Shields          | 13 episodios  |
| 1984      | Blue Thunder                      | Clinton Wonderlove    | 11 episodios  |
| 1986–1993 | Saturday Night Live               | Varios                | 134 episodios |
| 1988      | Superman 50th Anniversary Special | Él mismo              | 1 episodio    |
| 1992–1997 | The Larry Sanders Show            | Él mismo              | 3 episodios   |
| 1996      | The Dana Carvey Show              | Varios                | 8 episodios   |
| 1998      | Just Shoot Me!                    | Oskar Milos           | 1 episodio    |
| 1998–1999 | LateLine                          | Senador Crowl Pickens | 2 episodios   |
| 2009      | The Fairly OddParents             | Schnozmo Cosma        | 1 episodio    |
| 2010      | Spoof                             | Varios                | 1 episodio    |
| 2011      | The Oprah Winfrey Show            | Él mismo              | 1 episodio    |
| 2011      | Live with Regis and Kelly         | Él mismo              | 1 episodio    |
| 2012      | Live with Kelly                   | Él mismo              | 3 episodios   |